# Моя Антонія
«Моя Антонія» (англ. My Ántonia) — роман, опублікований у 1918 році американською письменницею Віллою Катер.
Роман розповідає історії хлопчика-сироти з Вірджинії Джима Бердена та старшої доньки в родині богемських іммігрантів Антонії Шимерди, яких наприкінці ХІХ століття в дитинстві привозять до Небраски, щоб вони стали першопрохідцями. Перший рік на новому місці залишає сильні враження на обох дітей, які впливають на них на все життя.
Цей роман вважається першим шедевром Катер. Катер хвалили за те, що вона оживила американський Захід і зробила його особисто цікавим.

## Назва

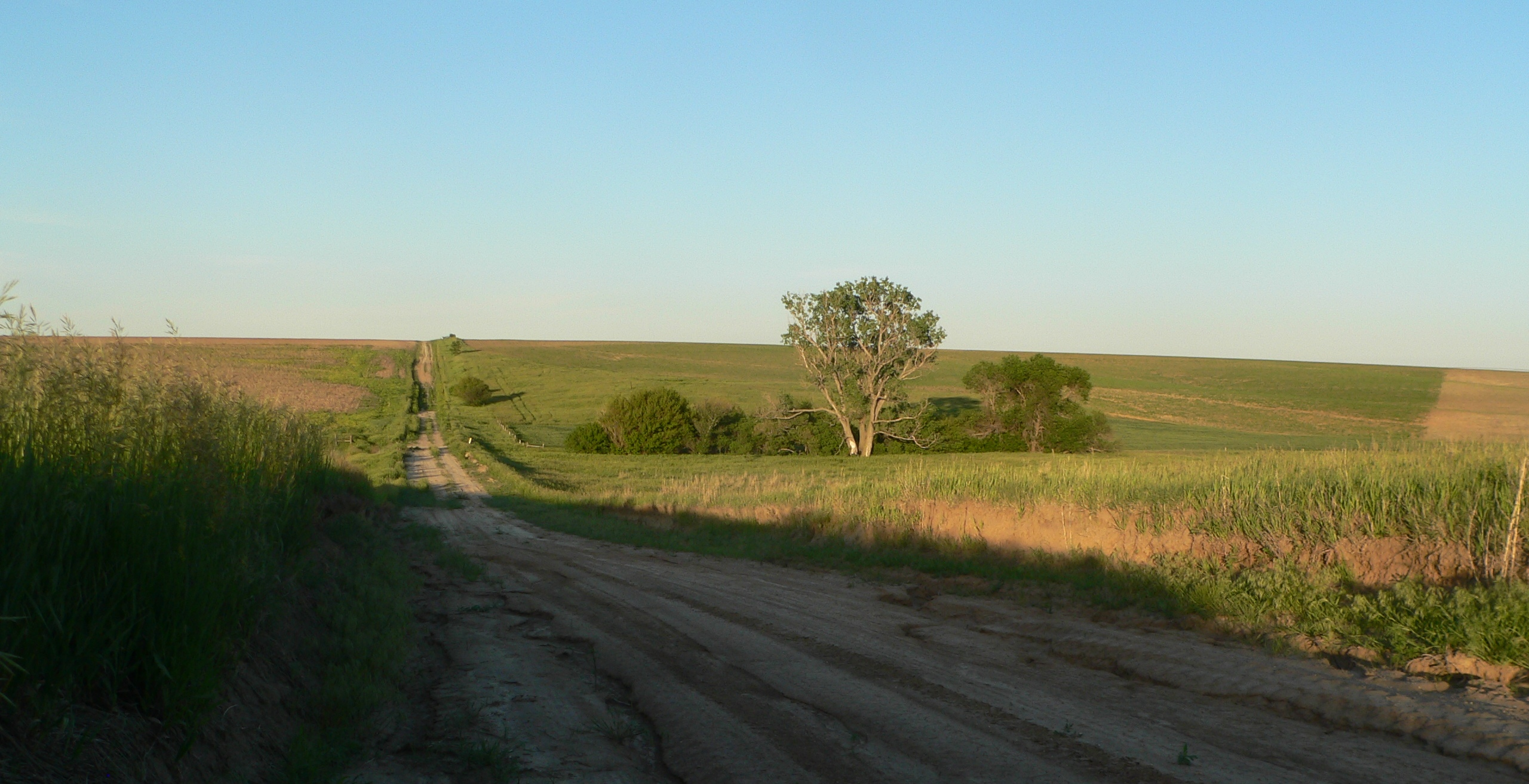
Краєвид садиби Катер

Назва відсилає до Антонії, молодої жінки-іммігрантки, яка переїхала до західних прерій США. Історію розповідає її друг Джим, який приїжджає туди у віці десяти років, щоб жити з бабусею і дідусем. Джим вважає її своєю близькою подругою, «моєю Антонією».
Ім'я Антонія вимовляється наближено до чеської. Катер пише: «Богемське ім'я Антонія має сильний наголос на першому складі, як і англійське ім'я „Ентоні“, а буква i має довге „е“. Ім'я вимовляється як Ан’-тон-і-я» (виноска в тексті, на початку книги I, «Шимерди»). Гострий наголос у чеській мові позначає не наголошений склад, а довготу голосного; всі чеські слова за замовчуванням мають наголос на першому складі. Зауважте, що англійська мова скорочує звук, /æ/, якісно відрізняється від чеського á, яке вимовляється як /aː/. Чеську вимову можна почути на цьому звуковому файлі.

## Оповідь
Катер обрала оповідача від першої особи, тому що вона вважала, що романи, які зображують глибокі емоції, такі як «Моя Антонія», найефективніше розповідаються персонажем історії. Роман поділено на розділи, які називаються «Книги»: I. Шимерди; II. Наймички; III. Лена Лінгард; IV. Розповідь піонерки; V. Кузакові хлопці.

## Короткий зміст сюжету

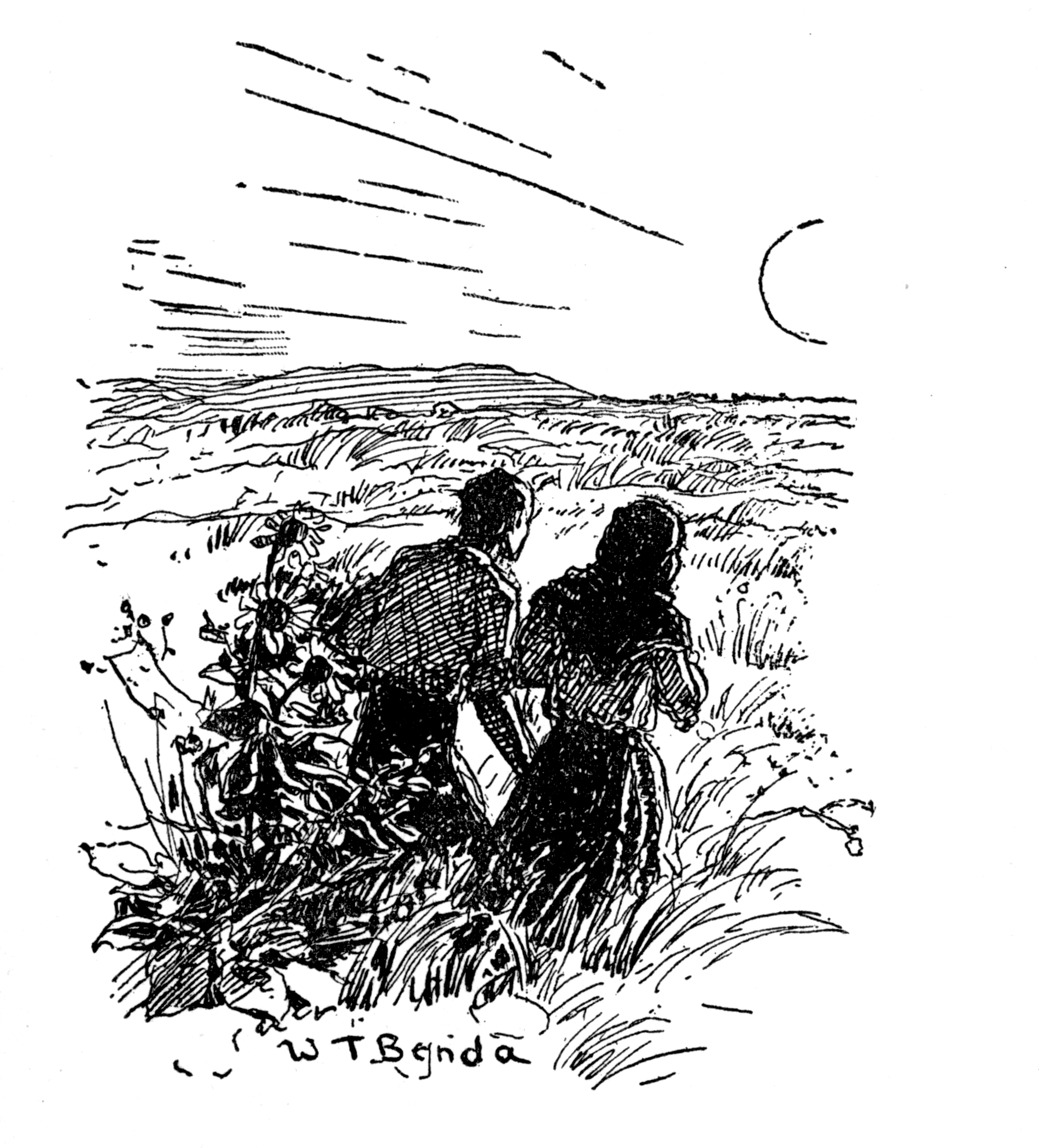
Джим і Антонія (ілюстрація з видання 1924 р.)

Сирота Джим Берден вирушає потягом з Вірджинії до вигаданого Блек Хока, штат Небраска, де його чекають дідусь і бабуся по батьковій лінії. Його супроводжує Джейк, вірджинський фермер. Тим же потягом до тієї ж мети прямує богемська родина Шимерда. Джим оселяється в їхньому саморобному будинку з підвальною кухнею та їдальнею, контрастним його вірджинському дому. Шимерди ж знаходять замість обіцяного будинку лише землянку на придбаній ними ділянці з мізерною обробленою землею. Дві сім'ї стають найближчими сусідами у цьому віддаленому краї. Джим швидко знаходить спільну мову з Антонією, старшою донькою Шимердів, яка на кілька років старша за нього. Їхній дружбі сприяє прохання пані Шимерди навчити її доньок англійської. Антонія допомагає матері на кухні під час візитів до Бурденів, переймаючи кулінарні та господарські навички. Перший рік для Шимердів сповнений труднощів, особливо через відсутність належного житла взимку. Пан Шимерда приходить на Різдво до Бурденів, висловлюючи подяку та розділяючи з ними святкову трапезу, приглушуючи релігійні розбіжності між протестантом Бурденом і католиком Шимердою. Він сумує за своїм минулим життям у Богемії, де мав фах, дім і друзів-музикантів, але його дружина бачить в Америці краще майбутнє для дітей.
Тягар нового життя виявився непосильним для пана Шимерди, і ще до кінця зими він вкоротив собі віку. Через значну відстань найближчий католицький священик не зміг провести обряд поховання. Його поховали без формальної церемонії на межі їхньої ділянки — місці, що дивом уціліло, коли згодом землі розмежували дорогами. Антонія залишила навчання і разом зі старшим братом взялася за обробіток землі. Зібрану для зрубу деревину використали для будівництва дому. Джим і Антонія продовжували спільні дослідження довколишньої природи, яскравої влітку та монохромної взимку, коли випадала нагода. Дівчина, сповнена життєвої енергії, залишила глибокі сліди в пам'яті обох, особливо епізод, коли Джим лопатою вбив величезну гримучу змію, призначену для її старшого брата Амброжа.
Через кілька років бабуся з дідусем Джима перебираються на міську околицю, купуючи будинок і здаючи в оренду ферму. Їхні сусіди, Гарлінги, утримують хатню робітницю для допомоги по господарству та догляду за дітьми. Коли їм потрібна нова помічниця, пані Берден рекомендує Антонію пані Гарлінг, яка охоче наймає її на гідну платню. Переїзд до міста виявляється вдалим: Антонія швидко завойовує симпатії дітей і поглиблює свої знання з ведення домашнього господарства, звільняючи брата від важкої роботи на фермі. Кілька років вона проводить у місті, проте її досвід у домі містера та місіс Каттерів залишає неприємний осад. Подружжя несподівано покидає місто, коли Антонія працює у них економкою, після образливих слів містера Каттера, що змушують дівчину відчувати небезпеку залишатися самій. Джим замінює її, але стає свідком повернення містера Каттера з наміром скористатися беззахисним становищем Антонії. Не роздумуючи, Джим вступає в бійку з непроханим гостем, лише потім усвідомлюючи, що це містер Каттер.

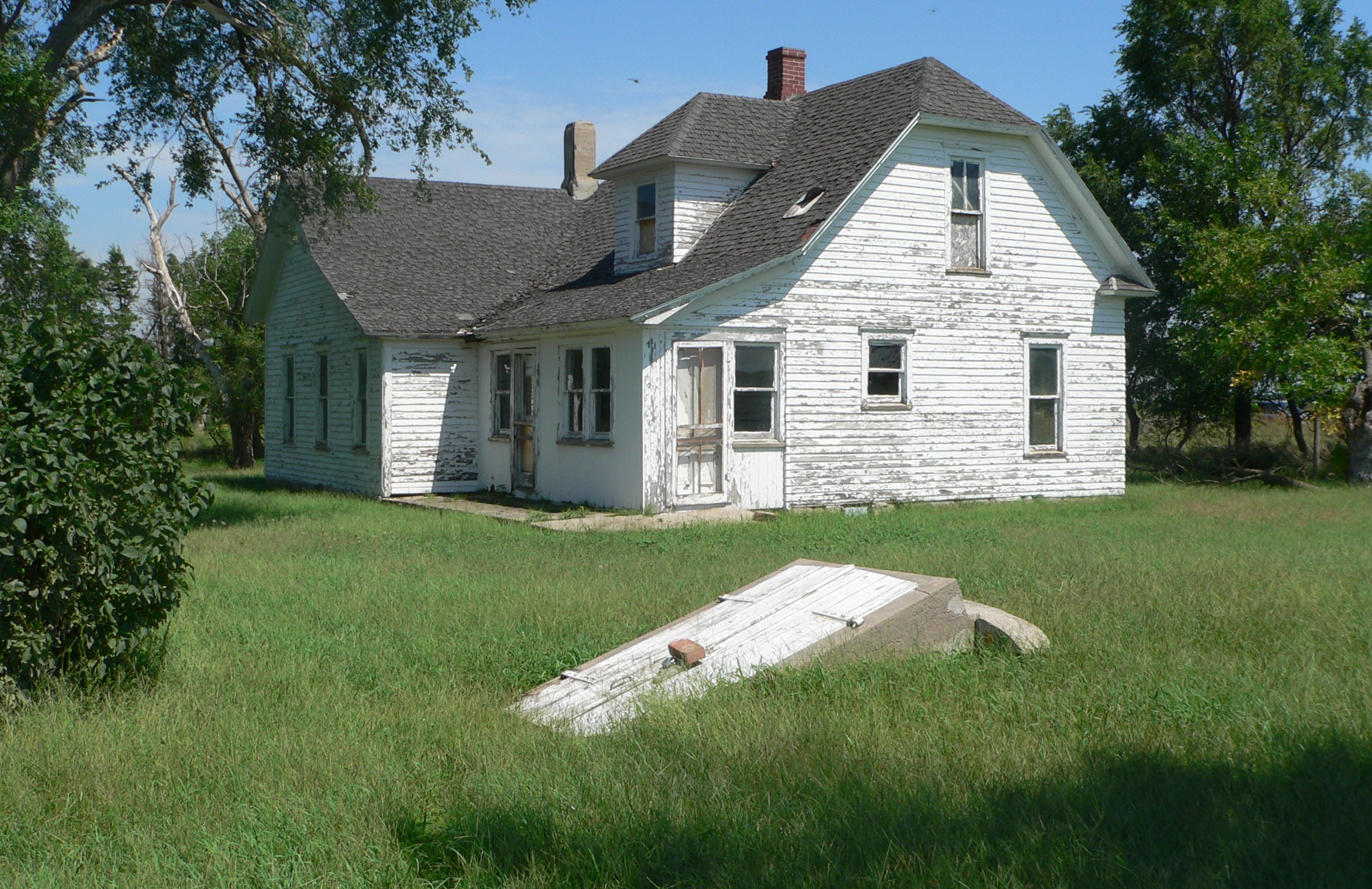
Хата Павелка в сільському окрузі Вебстер, штат Небраска, місце дії розділу «Кузакові хлопці»

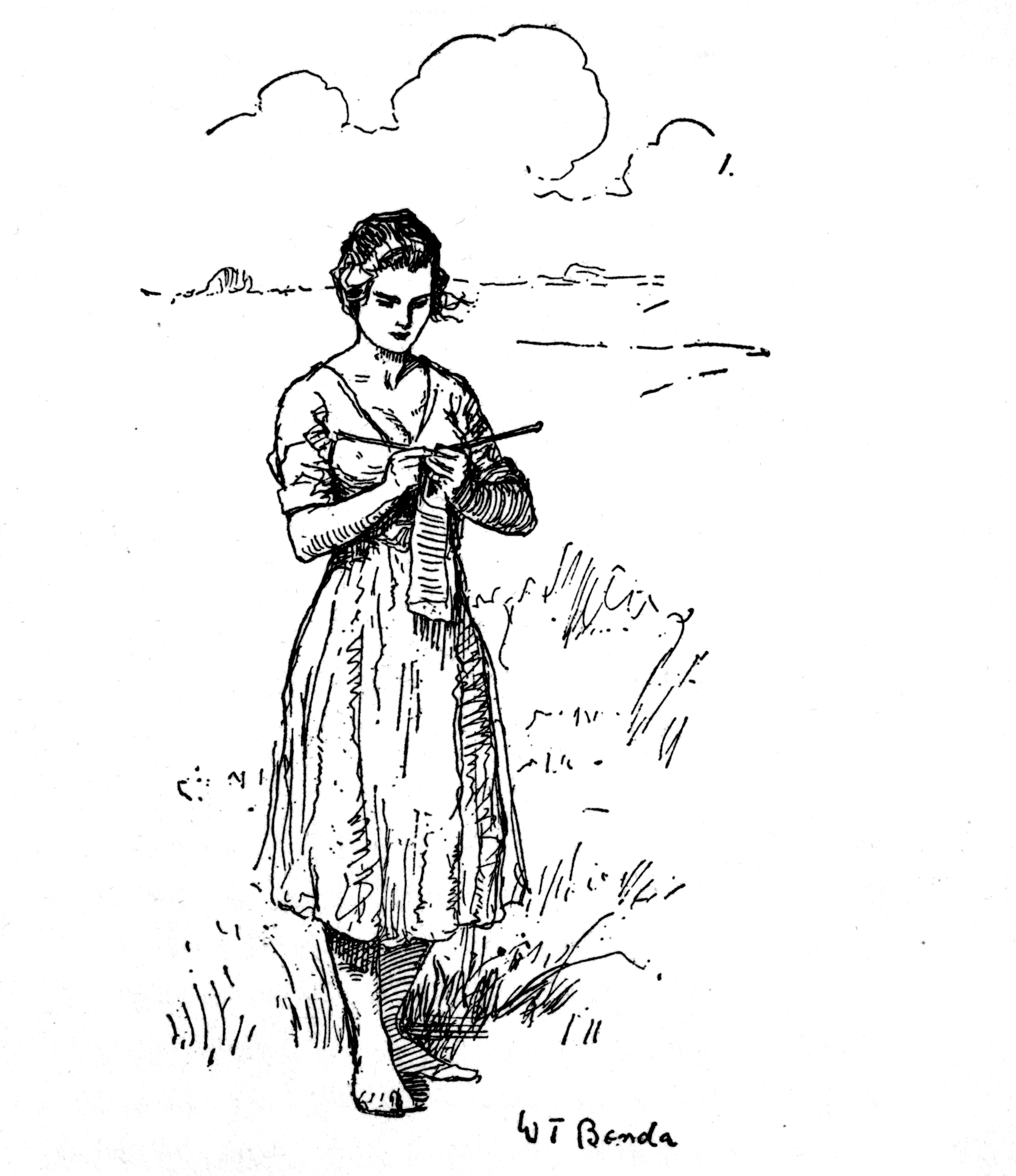
Лєна Лінгард в'яже (ілюстрація з видання 1924 року)

Джим успішно закінчує школу, стаючи найкращим випускником. Його шлях продовжується в новому державному університеті Лінкольна, де він занурюється в інтелектуальне життя. На другому курсі він зустрічає Лєну, колишню емігрантку з ферми, яка в Лінкольні має процвітаючий швейний бізнес. Їхні спільні відвідини вистав зближують їх. Занепокоєний неуважністю Джима до навчання, його викладач пропонує йому переїхати до Бостона для завершення освіти в Гарварді. Джим приймає цю пропозицію і вивчає право, згодом стаючи юристом західної залізниці. Він підтримує зв'язок з Антонією, чиє життя зазнає болючих змін: коханий чоловік зраджує її, залишаючи з дитиною. Вона повертається до матері. Через роки Джим навідує Антонію на її фермі в Небрасці, де знайомиться з її чоловіком, Антоном Кузаком, і їхніми десятьма дітьми. Він проводить час з родиною, особливо зближуючись із синами Антонії, які знають його з її розповідей про дитинство. Антонія щаслива у ролі фермерської дружини та пишається своїми синами. Джим планує наступного року влаштувати для її синів полювання.

## Прийом і літературне значення
«Мою Антонію» зустріли з ентузіазмом у 1918 році, коли вона була вперше опублікована. Його вважали шедевром і висунули Катер на перше місце серед романістів. Сьогодні він вважається її першим шедевром. Катер хвалили за те, що вона оживила американський Захід і зробила його особисто цікавим. Вона висунула місце на перший план майже як одного з персонажів, водночас граючи на універсальності емоцій, що, в своєю чергою, сприяло просуванню регіональної американської літератури як повноцінної частини мейнстрімної літератури.:vii
«Як і планувала Катер, тут немає сюжету в звичайному розумінні цього слова. Натомість кожна книга містить тематичні контрасти». Роман був відходом від акценту на багатих сім'ях в американській літературі; «Це було радикальним естетичним кроком для Катер, щоб показати „найнятих дівчат“ з нижчого класу іммігрантів».
Катер також робить ряд коментарів щодо своїх поглядів на права жінок, і в тексті є багато замаскованих сексуальних метафор.:xv
«Моя Антонія» — це добірка «великого читання», спільнотної програми читання Національного фонду мистецтв. Інформацію про спільноти та книги в програмі з 2007 року дивіться в історії програми з 2007 року.
У лютому 2020 року критик і есеїст Роберт Крістгау назвав «Мою Антонію» «чудовим, досі надто незрозумілим романом» і сказав, що в ньому «скрупульозно документуються факти та недоліки сільського господарства як способу життя та засобу виробництва, хоча й не в таких деталях, як в „О піонери!“».
Коли 19 березня 2021 року Езра Кляйн запитав письменницю та колумністку Ребекку Трейстер під час свого подкасту в New York Times, чи є книга, яку вона перечитує заради «чистої краси прози», Трейстер відповіла категорично: «Щодо краси письма, я б сказала, що моя улюблена книга — „Моя Антонія“ Вілли Катер, яку я вперше прочитала в старших класах і знайшла трохи нудною, але прекрасною, а потім перечитала у 20 років і була просто в захваті, а потім поверталася до неї знову, знову і знову, як до прекрасного твору».

## Історія видання
Роман був сформований завдяки внеску Віоли Роузборо, редакторки Катер у журналі McClure's Magazine, яка прочитала оригінальний рукопис після того, як його неодноразово відхиляли, і сказала Катер, що вона повинна переписати його з точки зору Джима.
Версія «Моєї Антонії» 1918 року починається зі вступу, в якому авторка-оповідачка, якою є сама Катер, розмовляє з її дорослим другом Джимом Берденом під час подорожі потягом. Тепер Джим є успішним нью-йоркським адвокатом, але потрапив у нещасливий бездітний шлюб із заможною жінкою-активісткою.:15 Катер погодилася зі своїм видавцем у Houghton Mifflin скоротити цей вступ, коли в 1926 році було опубліковано переглянуте видання роману:14 Короткий вступ до Джима, який їздить поїздом, розмовляє з неназваною жінкою, яка також знала Антонію про те, що писав про неї, включено до версії Project Gutenberg.

## Алюзії на роман
У фільмі Дугласа Сірка «Заплямовані ангели» згадується «Моя Антонія» як остання прочитана книга 12 років тому героїнею ЛаВерн, яку грає Дороті Мелоун. Вона знаходить книгу в квартирі репортера-алкоголіка Берка Девліна, якого грає Рок Хадсон. Після того, як чоловік ЛаВерн, Роджер (роль якого грає Роберт Стек), гине в автокатастрофі на перегонах, Берк Девлін відправляє ЛаВерн і її сина Джека на літак до Чикаго, який з'єднає їх з наступним рейсом до Небраски, щоб почати нове життя. У фінальній сцені, коли ЛаВерн сідає на борт свого літака, Берк передає ЛаВерну книгу «Моя Антонія».
Альбом Еммілу Гарріс 2000 року Red Dirt Girl містить сумну пісню My Ántonia у дуеті з Дейвом Меттьюзом. Гарріс написав пісню з точки зору Джима, який розмірковує про своє давно втрачене кохання.
Французька авторка пісень і співачка Домінік А написала пісню, натхненну романом, під назвою Antonia (з альбому Auguri, 2001).
У романі Річарда Пауерса «Творець відлуння» 2006 року герой Марк Шлутер читає «Мою Антонію» за рекомендацією своєї медсестри, яка зазначає, що це «дуже сексуальна історія… Про молодого сільського хлопця з Небраски, який закоханий у старшу жінку» (стор. 240).
У романі Антона Шаммаса «Арабески» 1986 року автобіографічний персонаж Антона читає «Мою Антонію» в літаку до письменницької майстерні в Айові. Це перший роман, який він прочитав, і він сподівається, що в Айові буде така ж трава «кольору винних плям», яку Катер описує в Небрасці.
Пивоварня Dogfish Head у Мілтоні, штат Делавер, варить імперський пільзнер із постійним охмеленням під назвою My Ántonia.
У вступі до новорічної статті під назвою «2019: Рік вовків» у The New York Times Девід Брукс згадав передсмертну історію Павла з «Моєї Антонії» про те, як він та Петро вбули вигнані зі свого села в Україні за те, що кинули наречених на поталу вовкам, щоб врятувати своє життя, коли на шість саней п'яних молодят напало близько 30 вовків.:56–60 Павло, який був другом нареченого, безуспішно намагався переконати нареченого врятуватися також, принісши в жертву свою наречену, але наречений боровся, щоб її захистити.:56–60 Коли двоє єдиних вцілілих повернулися до села, вони стали вигнанцями, їх виганяли з власного села і звідусіль, куди б вони не пішли. «Рідна мати Павла не дивилася на нього. Вони роз'їжджалися по чужих містах, але коли люди дізнавалися, звідки вони приїхали, їх завжди запитували, чи знають вони тих двох чоловіків, які згодували наречену вовкам. Куди б вони не йшли, ця історія переслідувала їх».:56–60 Так вони оселилися в Блек Гоуку в прерії Небраски. Брукс порівнює 2019 рік із тією російською зимою ХІХ століття, коли було відомо, що вовки нападають на людей, а вразливе весілля, яке є «трохи п'яним», очолюють двоє чоловіків, які готові на все, щоб вижити, у тому числі кинути свого друга та його дружину вовкам.:55–6 Він передбачає наступний рік як рік, «де добрі люди ховаються, а вовки залишаються на волі, щоб полювати на слабких». У своїй передсмертній сповіді Павло пояснив: «…виживають ті, хто приносить себе в жертву, хто відкидає багаж — тіла, вірність, прихильність — виживають ті, хто віддає себе».:56–60
У романі Барбари Кінгсолвер «Безпритульні» 2018 року головну героїню звуть Вілла на честь Вілли Катер. Абзац із «Моєї Антонії» цитується в романі Кінгсолвера в контексті мертвої жінки, яка хоче, щоб його прочитали на її похоронах.
У статті Брета Стівенса в The New York Times від 19 липня 2019 року під назвою «Ідеальна протиотрута від Трампа — Вілла Катер знала, що робить Америку великою» Стівенс написав, що «Моя Антонія» Вілли Катер — це «книга для нашого часу і ідеальна протиотрута для нашого президента». «„Моя Антонія“ стає навчальним посібником про те, що означає бути американцем». Ми повинні згадати, «ким ми є насправді, почавши з перечитування „Моєї Антонії“».

## Адаптації

### Телебачення
«Моя Антонія», фільм 1995 року, знятий для телебачення, був адаптований за романом.

### Театр
У 2010 році Illusion Theatre в Міннеаполісі, штат Міннесота, поставив адаптацію п'єси «Моя Антонія» драматурга Еллісон Мур на оригінальну музику Роберти Карлсон. Постановка отримала нагороду Айві та гастролювала в Міннесоті у 2012, 2013 та Небрасці у 2019 році.
У грудні 2011 року Celebration Company в The Station Theatre в Урбані, штат Іллінойс, виконала сценічну адаптацію «Моя Антонія». Адаптацію написав учасник Celebration Company Джаррет Дапір.
У грудні 2018 року репертуарний театр Book-It поставив оригінальну постановку «Моєї Антонії». Адаптований Енні Ларо, показувався з 29 листопада по 30 грудня 2018 року в театрі Center у Сіетлі, штат Вашингтон. Seattle Weekly високо оцінив постановку, сказавши: «…на тлі розпалювання расових страхів нинішньої адміністрації, Book-It досліджує ще один аспект роману Катер „Моя Антонія“ 1915 року, адаптований і зрежисований Енні Ларо, поєднуючи традиційний і нетрадиційний расовий кастинг таким чином, щоб заохотити глядачів розглядати історію про досвід іммігрантів у ширшому сенсі».

## Уточнення
1. ↑  На початку історії Петро і Павло сильно заборгували Віку Каттеру, який відомий у Чорному Яструбі як лихвар, що позичає гроші. Антонія та Джим супроводжують батька Антонії, щоб відвідати Павла після того, як він отримав смертельну травму під час будівництва сараю. Павло ділиться з ними своєю передсмертною сповіддю. Після смерті Павла Петро залишає «Чорного яструба».
2. ↑  Батько Антонії подружився з двома українцями, Павлом і Петром.
3. ↑  У своїй статті 2009 року в «Щоквартальнику Великих рівнин» Робін Чен писав, що імена Петро і Павло - це імена «персонажів російських народних казок», в яких батько Антонії подружився з двома персонажами, Павлом і Петром.
4. ↑  Коен також зазначив, що зображення вовків у Катер не ґрунтується на достовірних джерелах про поведінку справжніх вовків. Люди часто переоцінюють розмір вовчих зграй та окремих вовків.

### Книги
- Bloom, Harold (editor) (1987) Willa Cather's My Ántonia Chelsea House, New York, ISBN 1-55546-035-6; eleven essays
- Bloom, Harold (editor) (1991) Ántonia Chelsea House, New York, ISBN 0-7910-0950-5; more essays
- Lindemann, Marilee (editor) (2005) The Cambridge Companion to Willa Cather Cambridge University Press, Cambridge, England, ISBN 0-521-82110-X
- Meyering, Sheryl L. (2002) Understanding O pioneers! and My Antonia: A student casebook to issues, sources, and historical documents Greenwood Press, Westport, Connecticut, ISBN 0-313-31390-3
- Murphy, John J. (1989) My Ántonia: The road home Twayne Publishers, Boston, Massachusetts, ISBN 0-8057-7986-8
- O'Brien, Sharon (1987) Willa Cather: The Emerging Voice Oxford University Press, Oxford, England, ISBN 0-19-504132-1
- O'Brien, Sharon (editor) (1999) New essays on Cather's My Antonia Cambridge University Press, Cambridge, England, ISBN 0-521-45275-9
- Rosowski, Susan J. (1989) Approaches to Teaching Cather's My Ántonia Modern Language Association of America, New York, ISBN 0-87352-520-5
- Smith, Christopher (2001) Readings on My Antonia Greenhaven Press, San Diego, California, ISBN 0-7377-0181-1
- Wenzl, Bernhard (2001) Mythologia Americana — Willa Cather's Nebraska novels and the myth of the frontier Grin, Munich, ISBN 978-3-640-14909-4
- Ying, Hsiao-ling (1999) The Quest for Self-actualization: Female protagonists in Willa Cather's Prairie trilogy Bookman Books, Taipei, Taiwan, ISBN 957-586-795-5

### Статті
- Fetterley, Judith (1986) «My Ántonia, Jim Burden, and the Dilemma of the Lesbian Writer» In Spector, Judith (editor) (1986) Gender Studies: New Directions in Feminist Criticism Bowling Green State University Popular Press, Bowling Green, Ohio, pages 43–59, ISBN 0-87972-351-3; and In Jay, Karla and Glasgow, Joanne (editors) (1990) Lesbian Texts and Contexts: Radical Revisions New York University Press, New York, pages 145—163, ISBN 0-8147-4175-4
- Fischer, Mike (1990) «Pastoralism and Its Discontents: Willa Cather and the Burden of Imperialism» Mosaic (Winnipeg) 23(11): pp. 31–44
- Fisher-Wirth, Ann (1993) «Out of the Mother: Loss in My Ántonia» Cather Studies 2: pp. 41–71
- Gelfant, Blanche H. (1971) «The Forgotten Reaping-Hook: Sex in My Ántonia» American Literature 43: pp. 60–82
- Giannone, Richard (1965) «Music in My Ántonia» Prairie Schooner 38(4); covered in Giannone, Richard (1968) Music in Willa Cather's Fiction University of Nebraska Press, Lincoln, Nebraska, pages 116—122, OCLC 598716
- Holmes, Catherine D. (1999) «Jim Burden's Lost Worlds: Exile in My Ántonia» Twentieth-Century Literature 45(3): pp. 336–346
- Lambert, Deborah G. (1982) «The Defeat of a Hero: Autonomy and Sexuality in My Ántonia» American Literature 53(4): pp. 676–690
- Millington, Richard H. (1994) «Willa Cather and „The Storyteller“: Hostility to the Novel in My Ántonia» American Literature 66(4): pp. 689—717
- Prchal, Tim (2004) «The Bohemian Paradox: My Antonia and Popular Images of Czech Immigrants» MELUS (Society for the Study of the Multi- Ethnic Literature of the United States) 29(2): pp. 3–25
- Riordan, Kevin (2023) «The Stage Properties of Willa Cather's Theatre-Fiction» in Wolfe, Graham (editor) (2023) The Routledge Companion to Theatre-Fiction, Routledge: pp. 80–88.
- Tellefsen, Blythe (1999) «Blood in the Wheat: Willa Cather's My Antonia» Studies in American Fiction 27(2): pp. 229–244
- Urgo, Joseph (1997) «Willa Cather and the Myth of American Migration» College English 59(2): pp. 206–217
- Yukman, Claudia (1988) «Frontier Relationships in Willa Cather's My Ántonia» Pacific Coast Philology 23(1/2): pp. 94–105